# أنيسة الرئيسية
أنيسة عبد الرسول علي الرئيسية (17 يوليو 1983م - ) رياضية عُمانية.  أنيسة تعد أول امرأة عمانية تتزلج في القطب الشمالي. 

## تعليمها
تخرجت أنيسة عام 2001 من مدرسة السلطان،  وحصلت على ماجستير في إدارة السياحة والترفية من مركز الإدارة الدولي بجامعة العلوم التطبيقية كريمس في النمسا.

## مسارها المهني
عملت انيسة سابقاً في شركة موريا للتنمية السياحية كمديرة مبيعات، استقالت أنيسة من عملها بعد 6 سنوات وسافرت إلى أوروبا في رحلة لاستكشاف الذات. بعد عودتها انضمت إلى مؤسسة تحدي عُمان كمدربة لياقة بدنية وحالياً تشغل منصب مديرة تطوير الأعمال في نفس المؤسسة.

## الرحلات الاستكشافية

### القطب الشمالي
انضمت أنيسة لبعثة القطب الشمالي الأوربية العربية للسيدات 2018 بقيادة «فيليستي أستن»، الحاصلة على وسام من ملكة إنجلترا، لاستكشافاتها في القطبين الشمالي والجنوبي. حيث تقدمت للبعثة 1000 امرأة من حول العالم، وتضمن التسجيل لها استمارة، تتضمن أسئلة مختلفة مثل: التعرف إلى الشخصية والمهارات والخبرات، في مجال المغامرة. تبع ذلك مقابلة الشخصية وهذه المرحلة ترشحن لها 50 امرأة فقط.  التحقت بالعبثة 11 امرأة من أوروبا والشرق الأوسط.  حيث هدفت البعثة لتعزيز التفاهم بين الثقافات في أوروبا والشرق الأوسط، وإلهام الآخرين لتحقيق طموحاتهم  وقام الفريق بتطبيق تجربتين علميتين مهمتين.  أستمرت البعثة لمدة 8 أيام، تضمنت التزلج على الجليد لمسافة 80 كم. أتمتها أنيسة برفع علم السلطنة على القطب الشمالي. الجدير بالذكر أن أدنى درجة حرارة تعرضت لها البعثة كانت 40 درجة مئوية تحت الصفر. 

### رحلة حول عُمان للعيد الوطني العُماني ال50 «يلاGO»
بمناسبة العيد الوطني ال50 للسلطنة، خططت أنيسة برفقة الدكتورة البريطانية ناتلي تايلورللذهاب في رحلة إستكشافية لمدة 50 يوم من جزيرة السلامة شمال مسندم في شمال السلطنة إلى مرباط في جنوبها، حيث تكون المسافة بالكامل 1400 كم. وجاءت فكرة هذه الرحلة من فترة دراسة أنيسة في ويلز. بدأت الرحلة في ال17 من نوفمبر وانتهت في 2 يناير وبهذا استغرقت الرحلة 47 يوماً عوضا عن ال50 المخطط لهم. وانطلقت حينها أنيسة وناتلي من جزيرة السلامة شمال مسندم إلى دبا بعبور 100كم باستخدام قوارب الكاياك، ثم تم نقلهن جويا من دبا إلى الوجاجة لتبدأ المرحلة الثانية من المسار في جبال البريمي، تبعتها المسطحات الملحية والرمال المتحركة في أم السميم، ثم الكثبان الرملية لصحراء الربع الخالي حيث أصيبت ناتلي وخرجت من الرحلة الاستكشافية، تبعت الصحراء المسطحات الرملية مرة أخرى ومن ثم جبل سمحان. و انتهت الرحلة الاستكشافية بالوصول إلى شواطئ ولاية مرباط برفقة 50 شخص من سكان ولاية صلالة شاركوا أنيسة في آخر 14 كم.   